# Мадам Анго
Мадам Анго́ (фр. Madame Angot) — персонаж французского революционного и послереволюционного театра, разбогатевшая рыночная торговка с повадками парвеню. Героиня пьес различных авторов.

## История персонажа
14 января 1797 года французский комический актёр и писатель Антуан-Франсуа (Эв) Демайо (Ève Demaillot) представил публике водевиль «Мадам Анго, или Рыбная торговка — парвеню». Главная героиня пьесы — удачливая парижская рыночная торговка рыбой. Она воплощает в себе лучшие и худшие качества простонародья: груба, неотёсана, но обладает быстрым умом, умеет оставить в дураках своих врагов и остра на язык. Она обманывает доверившихся ей людей, но никому не делает большого зла. Сумев разбогатеть, она пытается выдать себя за аристократку, из-за чего постоянно попадает в комические ситуации, но с блеском из них выпутывается. Отличается любвеобильностью.
Пьеса была поставлена в парижском парижском театре de la Gaîté и восторженно принята публикой. Это побудило владельцев театров обратить внимание на нового персонажа.
В том же 1796 году в том же театре появилась пьеса «Отец Анго» (Le Père Angot).
В 1797 год уже три парижских театра показали спектакли с участием того же персонажа: театр Лазари (Théâtre Lazari) — «Смерть мадам Анго» (La Mort de madame Angot), Театр молодых артистов (Théâtre des Jeunes-Artistes) — «Любовные похождения мадам Анго» (Les Amours de madame Angot), театр Сан-Претансьон (Théâtre Sans-Prétention) — «Отец Анго, или свадьба Манон» (Le Père Angot ou le Mariage de Manon).
Далее мадам Анго стала проходным персонажем во множестве произведений. Самые известные (кроме упомянутых выше):
- Мадам Анго на воздушном шаре (театр Cité-Variétés, 1798)
- Опять мадам Анго (театр Delights-Comics , 1798)
- Мадам Анго в константинопольском гареме (Ambigu-Comique, 1800)
- Мадам Анго на чердаке (Théâtre des Jeunes-Artistes, 1801)
- Мадам Анго в Малабаре (Théâtre de la Porte-Saint-Martin, 1803).

Эв Демайо пытался протестовать против использования его персонажа, но безуспешно. При этом он написал ещё три пьесы про мадам Анго: «Замужество Нанон, или Продолжение мадам Анго» (Le Mariage de Nanon ou la suite de madame Angot) (1799), «Раскаяние мадам Анго или свадьба Николя» (Le Repentir de madame Angot ou le Mariage de Nicolas) (1801) и «Новейшие причуды мадам Анго» (Les Dernières folies de Madame Angot) (1803).

## Образ
Для французской комедии традиционной темой являются претензии буржуа на аристократизм (чему отдал дань даже Мольер, см. Мещанин во дворянстве. Эпоха революционных и контрреволюционных потрясений давала особенно большие возможности для быстрого социального подъёма — со всеми плюсами и минусами такого подъёма. Именно в эту эпоху слова парвеню и нувориш стали распространёнными и общеизвестными.
Мадам Анго является комической парвеню (она разбогатела, вложив свои небольшие сбережения в выгодное дело), не лишённой, однако, симпатичных черт. Именно это делает её образ амбивалентным и оттого особенно притягательным.
В качестве комического персонажа она демонстрирует все признаки разбогатевшей выскочки, что выражается в отсутствии вкуса и погоне за роскошью, а также желании скрыть своё прошлое. Она покупает себе титул, заводит карету с гербом и ложу в Опере. Она сочиняет себе фальшивую историю и выдаёт себя за вдову генерала (хотя сама замечает, что вдов генералов стало больше, чем живых и мёртвых генералов в армиях обеих воюющих сторон). У неё грубый мужской голос и манеры рыночной торговки, но при этом она жеманничает, непрерывно жалуется на мигрени и расстроенные нервы, любит симулировать обмороки и падать на руки поклонникам (что выглядит особенно смешно, так как мадам обладает большим весом, и её тщедушные поклонники не могут удержать её тело, падая вместе с ним). Однако в опасных ситуациях мадам демонстрирует смелость, хладнокровие и хитроумие. В одной из пьес она даже попадает в гарем султана, но умудряется его перехитрить. Эти качества заставляют зрителя сочувствовать мадам, несмотря на все её неприятные черты.

## Интересные факты
- Начиная с первой пьесы Демайо, роль мадам Анго обычно исполняли мужчины-комики.
- В начале XIX века была издана книга «Общедоступная история мадам Анго, королевы рынков» — своего рода энциклопедия, где были собраны все имеющиеся на тот момент приключения мадам.

## Упоминания
Образ мадам Анго, ставший нарицательным, был использован Шарлем Лекоком в его знаменитой оперетте «Дочь мадам Анго» (1872). Сама мадам в пьесе не присутствует (согласно сюжету, она умерла), все приключения выпадают на долю её дочери. Тем не менее мадам Анго постоянно упоминается в оперетте и является предметом воспоминаний, а также образцом для подражания для героини.